# .32 Winchester Self-Loading
.32 Winchester Self-Loading (також відомий як .32SL, .32SLR або .32WSL) є американським гвинтівковим набоєм.

## Опис
Компанія Winchester представила набої .32SL та .35SL для самозарядної гвинтівки Winchester Model 1905, яка була версією гвинтівки Winchester Model 1903, але під набій центрального запалення. Набій .32SL ніколи не став популярним в якості мисливського, хоча він підходить для полювання на дрібну дичину великого розміру, наприклад лисиць та койотів на відстані до 135 м. Незабаром обидва набої .32SL та .35SL скоро були замінені більш потужним набоєм .351SL у гвинтівці Winchester Model 1907.
Після першої появи відомий збройний експерт Таунсенд Велен зауважив, що набій .32SL має схожу балістику, що і набій з низьким тиском .32-40 Winchester споряджений чорним порохом. Він пропонував використовувати набій .32 SL швидкої цільової стрільби на відстанях до 300 ярдів (270 м). На зазначених відстанях набій є дуже точним.
У жовтні 1940 року департамент Армійських озброєнь видав циркуляр з рекомендаціями на розробку легкої гвинтівки під набій .30 калібру, який був би схожий на набій «Winchester Self-loading, Caliber .32» для заміни пістолету та пістолета-кулемета. Це призвело до появи у лютому 1941 року набою «Caliber .30 SL, M1», який було створено на базі набою .32 SL, а пізніше у жовтні 1941 року на озброєння було прийнято карабін M1.

## Параметри

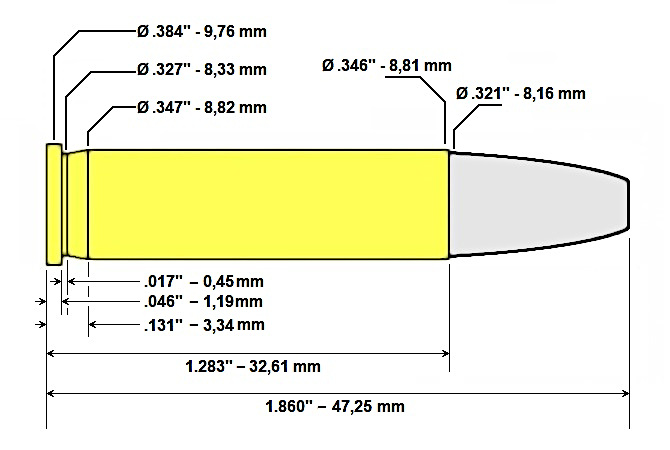